# Cantone di La Machine
Il Cantone di La Machine era una divisione amministrativa dell'arrondissement di Nevers.
È stato soppresso a seguito della riforma complessiva dei cantoni del 2014, che è entrata in vigore con le elezioni dipartimentali del 2015.
Comprendeva i comuni di:
- Béard
- Druy-Parigny
- La Machine
- Saint-Léger-des-Vignes
- Saint-Ouen-sur-Loire
- Sougy-sur-Loire
- Thianges